# Associazione Calcio Pavia 2009-2010
Questa voce raccoglie le informazioni riguardanti l'Associazione Calcio Pavia nelle competizioni ufficiali della stagione 2009-2010.

## Stagione
Nella stagione 2009-2010 il Pavia disputa il girone A del campionato di Lega Pro di Seconda Divisione, con 57 punti ha ottenuto il quinto posto, con il diritto acquisito a partecipare ai Play-off. Nelle semifinali dei Play-off è stato superato dallo Spezia. Sono saliti in Prima Divisione il Sudtirol diretto e lo Spezia che vince i Play-off. A pavia il rimpasto societario tra la famiglia Calisti e la famiglia Zanchi, ha portato finalmente ad un campionato di vertice. Allenata dal confermato Amedeo Mangone la squadra pavese raccoglie 27 punti nel girone di andata e 30 nel girone di ritorno, centrando l'obiettivo di partecipare ai Play-off. In evidenza tre marcatori, Benny Carbone chiude la carriera a 39 anni con una stupenda stagione, realizzando 16 reti, 3 in Coppa Italia e 13 in campionato, ben spalleggiato da Andrea Ferretti, che ne realizza 11 e Leonardo Pavoletti che ne firma 9. Nella Coppa Italia di Lega Pro il Pavia disputa il girone B di qualificazione, che ha promosso il Rodengo Saiano.

## Rosa
| N. |                      | Ruolo | Calciatore              |
| -- | -------------------- | ----- | ----------------------- |
|    | Italia (bandiera)    | D     | Francesco Acerbi        |
|    | Italia (bandiera)    | C     | Michele Boldrini        |
|    | Italia (bandiera)    | C     | Manuel Bonacina         |
|    | Italia (bandiera)    | C     | Luca Camilluzzi         |
|    | Italia (bandiera)    | D     | Antonio Aldo Caracciolo |
|    | Italia (bandiera)    | C     | Benito Carbone          |
|    | Italia (bandiera)    | C     | Luca Cattaneo           |
|    | Italia (bandiera)    | C     | Manuel Daffara          |
|    | Argentina (bandiera) | C     | Patricio D'Amico        |
|    | Italia (bandiera)    | A     | Andrea D'Errico         |
|    | Italia (bandiera)    | A     | Ivan De Vincenziis      |

| N. |                    | Ruolo | Calciatore           |
| -- | ------------------ | ----- | -------------------- |
|    | Italia (bandiera)  | P     | Davide Facchin       |
|    | Italia (bandiera)  | A     | Andrea Ferretti      |
|    | Italia (bandiera)  | D     | Francesco Ferrini    |
|    | Italia (bandiera)  | D     | Alessandro Fogacci   |
|    | Italia (bandiera)  | P     | Christian Mandrelli  |
|    | Italia (bandiera)  | C     | Stefano Mazzocco     |
|    | Italia (bandiera)  | A     | Leonardo Pavoletti   |
|    | Italia (bandiera)  | D     | Luca Ricci           |
|    | Italia (bandiera)  | A     | Alessandro Stefanini |
|    | Francia (bandiera) | C     | Milan Thomas         |
|    | Italia (bandiera)  | D     | Pietro Visconti      |

## Risultati

### Campionato

#### Girone di andata
| Valenza 23 agosto 2009 1ª giornata | Valenzana           | 0 – 0 | Pavia | Stadio di Valenza\| Arbitro: \| Gavillucci (Latina) \| |
| Arbitro:                           | Gavillucci (Latina) |       |       |                                                        |

| Arbitro: | Pairetto (Nichelino) |

|                |           |  |
| B. Carbone 23’ | Marcatori |  |

| Arbitro: | Colasanti (Grosseto) |

|                |           |               |
| Castricato 54’ | Marcatori | 19’ Pavoletti |

| Arbitro: | Terzo (Palermo) |

|                            |           |  |
| Thomas 52’ A. Ferretti 80’ | Marcatori |  |

| Arbitro: | Merlino (Udine) |

|                                |           |  |
| Rossetti 35’ I. Graziani 90+1’ | Marcatori |  |

| Arbitro: | Cisaria (Trento) |

|                |           |  |
| B. Carbone 51’ | Marcatori |  |

| Arbitro: | Mariani (Aprilia) |

|              |           |                       |
| M. Pin 90+2’ | Marcatori | 75’ (rig.) B. Carbone |

| Arbitro: | Trentalange (Nichelino) |

|                                     |           |  |
| B. Carbone 35’ (rig.) Pavoletti 71’ | Marcatori |  |

| Arbitro: | Peretti (Verona) |

|           |           |  |
| Bisso 24’ | Marcatori |  |

| Arbitro: | Belardi (San Giovanni Valdarno) |

|                                        |           |  |
| Acerbi 41’ Bonacina 66’ Ferretti 90+3’ | Marcatori |  |

| Arbitro: | Operato (Isernia) |

|                           |           |  |
| Ferretti 59’ Visconti 87’ | Marcatori |  |

| Arbitro: | Zonno (Bari) |

|                            |           |             |
| Ghezzi 38’ Bachlechner 44’ | Marcatori | 22’ D'Amico |

| Arbitro: | D'Alesio (Forlì) |

|  |           |                        |
|  | Marcatori | 19’ De Martis 40’ Rais |

| Arbitro: | Ruini (Reggio Emilia) |

|           |           |               |
| Preti 48’ | Marcatori | 31’ Pavoletti |

| Arbitro: | Fiamingo (Pisa) |

|                                           |           |  |
| B. Carbone 27’ Boldrini 74’ Pavoletti 77’ | Marcatori |  |

| Arbitro: | Giorgetti (Cesena) |

|                    |           |              |
| Scavone 22’ (rig.) | Marcatori | 51’ Ferretti |

| Arbitro: | Abbattista (Molfetta) |

|                           |           |                               |
| Ferretti 42’ Boldrini 72’ | Marcatori | 46’ Di Quinzio 90+2’ Fumarolo |

#### Girone di ritorno
| Arbitro: | Di Bello (Brindisi) |

|                                                            |           |              |
| Pavoletti 23’, 76’ B. Carbone 33’ D'Amico 42’ Visconti 60’ | Marcatori | 46’ Barbieri |

| Arbitro: | Ros (Pordenone) |

|                                                           |           |  |
| Galli 51’, 57’ Panizza 60’ D. Ferretti 74’ Donzelli 90+2’ | Marcatori |  |

| Arbitro: | Affinito (Frattamaggiore) |

|                              |           |  |
| B. Carbone 60’ Pavoletti 79’ | Marcatori |  |

| Arbitro: | Lobina (Cagliari) |

|  |           |                |
|  | Marcatori | 34’ B. Carbone |

| Pavia 31 gennaio 2010 22ª giornata | Pavia                                | 0 – 0 | Feralpisalò | Stadio Pietro Fortunati\| Arbitro: \| Vallorani (San Benedetto del Tronto) \| |
| Arbitro:                           | Vallorani (San Benedetto del Tronto) |       |             |                                                                               |

| Arbitro: | Terzo (Palermo) |

|                        |           |                |
| Dimas 39’ Graziani 56’ | Marcatori | 46’ B. Carbone |

| Arbitro: | Quartarone (Messina) |

|             |           |                |
| Ferrini 72’ | Marcatori | 30’ La Cagnina |

| Arbitro: | Monaco (Tivoli) |

|                                       |           |                                  |
| Lombardo 39’ Cirina 47’ Ricciardo 56’ | Marcatori | 4’ Pavoletti 19’, 79’ B. Carbone |

| Arbitro: | Ferraioli (Nocera Inferiore) |

|                   |           |                        |
| De Vincenziis 83’ | Marcatori | 87’ (rig.) Monticciolo |

| Arbitro: | Pagano (Torre Annunziata) |

|                |           |                                                |
| M. Scapini 75’ | Marcatori | 34’ Bonacina 39’ De Vincenziis 87’ A. Ferretti |

| La Spezia 28 marzo 2010 28ª giornata | Spezia          | 0 – 0 | Pavia | Stadio Alberto Picco\| Arbitro: \| Ros (Pordenone) \| |
| Arbitro:                             | Ros (Pordenone) |       |       |                                                       |

| Arbitro: | Sguizzato (Verona) |

|                                |           |               |
| A. Ferretti 37’ B. Carbone 69’ | Marcatori | 84’ A. Curcio |

| Arbitro: | Borracci (San Benedetto del Tronto) |

|              |           |                 |
| Borghese 72’ | Marcatori | 90+3’ Pavoletti |

| Arbitro: | Zonno (Bari) |

|                              |           |            |
| A. Ferretti 29’ Boldrini 47’ | Marcatori | 56’ Bonomi |

| Arbitro: | Soricaro (Barletta) |

|                    |           |                                   |
| Germani 80’ (rig.) | Marcatori | 48’, 69’ A. Ferretti 66’ Boldrini |

| Arbitro: | Zanichelli (Genova) |

|  |           |             |
|  | Marcatori | 49’ Scavone |

| Arbitro: | Chiantini (Pisa) |

|  |           |                                                        |
|  | Marcatori | 4’ De Vincenziis 27’ B. Carbone 67’ (rig.) A. Ferretti |

### Coppa Italia di Lega Pro

#### Girone B
| Arbitro: | Barbeno (Brescia) |

|                  |           |                                              |
| Leto Colombo 28’ | Marcatori | 56’ D'Amico 63’ B. Carbone 89’ De Vincenziis |

| Arbitro: | Zanichelli (Genova) |

|  |           |          |
|  | Marcatori | 43’ Coly |

| 16 agosto 2009 3ª giornata |  | – Turno di riposo Pavia |  |  |

| Arbitro: | Santonocito (Abbiategrasso) |

|                                               |           |                                   |
| Giannone 20’, 33’ Ciano 60’, 88’ Parodi 90+3’ | Marcatori | 5’, 45+1’ B. Carbone 48’ Cattaneo |

| Arbitro: | Viti (Campobasso) |

|                                          |           |           |
| A. D'Errico 12’ De Vincenziis 69’ (rig.) | Marcatori | 26’ Sehic |